# Hochspeyer
Hochspeyer là một đô thị ở huyện Kaiserslautern, bang Rheinland-Pfalz, nước Đức. Đô thị Hochspeyer có diện tích 22,72 km². Đô thị này nằm ở rừng Pfalz (Pfälzer Wald), cự ly khoảng 10 km về phía đông Kaiserslautern.
Hochspeyer là thủ phủ của Verbandsgemeinde Hochspeyer ("đô thị tập thể"). 